# Lady Susan

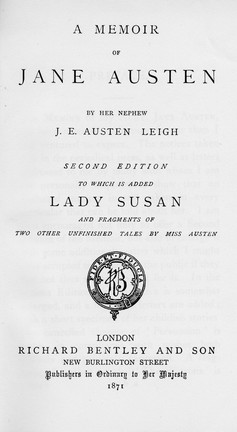
Kniha Lady Susan

Lady Susan je krátký román v dopisech autorky Jane Austenové. Byl pravděpodobně napsán v roce 1794, vyšel však až posmrtně, v roce 1871. Kniha se v mnohém vymyká další autorčině tvorbě. Hlavní hrdinkou je sobecká vdova Lady Susan, která se snaží najít pro sebe a pro svou dceru nejvhodnějšího manžela. V češtině vyšla Lady Susan poprvé v roce 2009.

## Děj
Po smrti svého manžela žije lady Susan v Langfordu.  Tam koketuje se sirem Jamesem a s ženatým panem Mainwaringem. Když jí to omrzí, nastěhuje se do domu svého švagra Charlese a jeho ženy Catherine. Lady Susan se tam podaří oslnit Reginalda - Catherinina bratra a přesvědčit ho, že ho miluje.
Frederica – dcera lady Susan,  od ní dostane dopis, kde ji matka dá vědět, že se má vdát za sira Jamese. Frederica uteče, protože se matky bojí a ani se jí nelíbí sir James. Její švagr to jede urovnat a vrací se s vyděšenou Fredericou. Za několik dní je navštíví sir James a zoufalá Frederica napíše Reginaldovi dopis se svým utrpením. Reginald je zhnusen a pohádá se s lady Susan, ta mu vše vysvětlí.
Za nedlouho lady Susan odcestuje domů, kde se potkává s panem Mainwaringem. Přijede tam i Reginald. Reginald se tu dozví , že se tu tajně scházeli a jeho balamutili, tak od ní odejde a už ji nechce nikdy vidět.
Frederica zůstává u Charlese a Catherine, ty se staly přítelkyněmi a doufá, že se Reginald s Fredericou vezmou. Lady Susan si mezitím vzala sira Jamese.

## Pohled na dílo
Dílo zůstalo v nepojmenovaném rukopise (čistopis z roku 1805) a teprve během příprav k posmrtnému vydání k němu byl připojen název Lady Susan. Zdeněk Stříbrný uvedl, že román ukazuje, že bylo autorčino psaní prodchnuto kritickým a ironickým duchem již od počátku. Text podle něj nedosahuje úrovně pozdějších děl, je však pozoruhodný tím, že odhaluje nitro „bezohledné svůdnice a pletichářky“.
Zpočátku byl text vnímán spíše negativně, Richard Holt Hutton, anglický kritik 19. století, viděl zajímavost textu pouze v pozorování, že i literární génius může selhat. Od 40. let dvacátého století je však dílo austenovskými badateli hojně zkoumáno a vnímáno jako významná součást autorčina uměleckého vývoje. Jay Arnold Levine upozornil, že dílo je sice často čteno jako originální zpracování životních zkušeností, ve skutečnosti však přímo navazuje na literární konvence 18. století: postava „veselé vdovy“ má starší obdoby v hrách Williama Wycherleyho, Williama Congrevea a George Etheredge, románech Henryho Fieldinga, Tobiase Smolletta a Laurence Sterna a časopisech Elizy Haywoodové (Epistles for the Ladies) a Samuela Johnsona (Rambler).
Literární historici si všímají také podobnosti se sentimentálními epistolárními romány Samuela Richardsona a s Nebezpečnými známostmi Choderlose de Laclos. Román není vnímán jednoznačně jako juvenilie, ale ani jako jedno ze zralých děl, stojí na pomezí mezi oběma částmi autorčiny tvorby.

## České vydání
- Austen, Jane. Lady Susan. Přeložil Tomáš Tulinger. Daranus, 2009. 128 s. ISBN 978-80-86983-72-1.